# All Is Full of Love
"All Is Full of Love" là một bài hát được thu âm bởi ca sĩ - nhạc sĩ người Iceland, Björk, phát hành dưới dạng đĩa đơn thứ 5 và là đĩa đơn cuối cùng từ album Homogenic của cô. Phiên bản của bài hát được sử dụng trong video âm nhạc thực chất là phiên bản gốc của bài hát, trong khi đó phiên bản nằm trong Homogenic là phiên bản phối lại (remix) của Howie B. Phiên bản gốc của bài hát được sử dụng làm nhạc nền cho bộ phim phát hành năm 1999, Stigmata. Phần nhạc của "All Is Full of Love" lấy cảm hứng từ máy móc, và đi kèm cùng các nhạc cụ của dàn nhạc giao hưởng và đàn Clavichord được thực hiện bởi Guy Sigsworth. Lúc đầu nó được phát hành như một đĩa đơn nhạc dance bởi Funkstörung trong phiên bản remix của họ năm 1998, nhưng sau đó nó được phát hành như một đĩa đơn chính thức và video âm nhạc được ra mắt vào mùa hè năm 1999. Bài hát nhận được nhiều sự khen ngợi trước cả khi nó được phát hành, và các nhà phê bình gọi nó là điểm sáng của album. Họ ca ngợi giọng hát mạnh mẽ của Björk và những âm thanh của bài hát. Đĩa đơn phiên bản alternative rock cũng như phiên bản dance là hit ở Hoa Kỳ. Nó vươn lên vị trí thứ tám bảng xếp hạng nhạc dance. Trong khi đó, tại Vương Quốc Anh, bài hát đạt đến vị trí 23. Bài hát cũng là bài mở đầu cho album Greatest Hits của Björk.
Video âm nhạc nổi tiếng của bài hát được đạo diễn bởi Chris Cunningham, mô tả hình ảnh rắp láp một con robot Björk và những nụ hôn đầy đam mê của nó với một con robot khác. Video được xem là cột mốc quan trọng của kỹ thuật đồ họa máy tính, nhận được nhiều lời khen của các nhà phê bình và giành được nhiều giải thưởng. Video được liệt vào danh sách những video âm nhạc xuất sắc nhất mọi thời đại bởi tạp chí Time và MusicRadar, đạt vị trí cao trong danh sách 100 Video âm nhạc hay nhất của MTV2, và nằm trong cuộc triển lãm thường niên của viện bảo tàng Nghệ thuật Hiện đại ở thành phố New York.

## Video âm nhạc
Video âm nhạc của bài hát được đạo diễn bởi Chris Cunningham, mô tả hình ảnh thân mật giữa hai con robot.
Video nhận được nhiều giải thưởng, bao gồm hai giải MTV Video Music Awards cho hạng mục 'Video mang tính đột phá' (Breakthrough Video) và 'Video có hiệu ứng xuất sắc nhất' (Best Special Effects). Nó cũng được để cử giải Grammy cho hạng mục 'Best Short Form Music Video' (tuy nhiên chiến thắng đã thuộc về "Freak on a Leash" của Korn). Nó nằm trong cuộc triển lãm thường niên của viện bảo tàng Nghệ thuật Hiện đại ở thành phố New York và được xếp ở vị trí quán quân trong danh sách 100 Video âm nhạc hay nhất của MTV2.
Video bắt đầu với hình ảnh một con robot Björk đang nằm trên một khối chữ nhật màu trắng ở trung tâm của một căn phòng vô trùng và nó đang được lắp ráp và sửa chữa cơ khí, dường như đây là một phòng khám cho robot. Ngay trước khi việc lắp ráp kết thúc, robot Björk đầu tiên đi tìm gặp một con robot Björk khác. Chúng bắt đầu ôm hôn nhau say đắm trong khi đó các máy móc vẫn tiến hành lắp ráp trên lưng chúng.
Theo như trang web Glassworks, công ty đã chuyên thực hiện những hiệu ứng đặc biệt cho Cunningham, SOFTIMAGE và phần mềm Flame, đã kết hợp tương ứng hiệu ứng 3D và 2D lại cho video. Cunningham có rất nhiều kinh nghiệm về mô hình robot bởi vì anh đã tham gia phần hậu kỳ và sản xuất bộ phim A.I. của đạo diễn Stanley Kubrick. Sau khi nhận ra khả năng của Cunningham làm cho bộ phim Judge Dredd năm 1995, Kubrick đã đón đầu và mời Cunningham về thiết kế và giám sát các cử động của nhân vật người máy nhỏ trong phiên bản bộ phim A.I. Artificial Intelligence. Cunningham làm việc được 1 năm cho A.I. trước khi kết thúc sự tham gia của mình với dự án, sau khi Kubrick quyết định ngừng tiếp tục kéo dài thêm quá trình sản xuất cho A.I., để quay bộ phim tiếp theo Eyes Wide Shut.

## Danh sách bài hát

### EU CD
1. "All Is Full of Love" (Radio mix) – 4:50
2. "All Is Full of Love" (Radio Strings Mix) – 4:46
3. "All Is Full of Love" (Guy Sigsworth mix) – 4:22
4. "All Is Full of Love" (Funkstörung Exclusive mix) – 4:36
5. "All Is Full of Love" (Plaid mix) – 4:15

### US CD
1. "All Is Full of Love" (video version) – 4:50
2. "All Is Full of Love" (Funkstörung Exclusive mix) – 4:36
3. "All Is Full of Love" (Strings) – 4:46
4. "All Is Full of Love" (album version) – 4:32
5. "All Is Full of Love" (Plaid mix) – 4:15
6. "All Is Full of Love" (Guy Sigsworth mix) – 4:22

### UK CD1
1. "All Is Full of Love" – 4:50
2. "All Is Full of Love" (Funkstörung Exclusive mix) – 4:36
3. "All Is Full of Love" (Strings) – 4:46

### UK CD2
1. "All Is Full of Love" (Album version) – 4:32
2. "All Is Full of Love" (Plaid mix) – 4:15
3. "All Is Full of Love" (Guy Sigsworth mix) – 4:22

### UK DVD
1. "All Is Full of Love" (Video) – 4:50
2. "All Is Full of Love" (Funkstörung Exclusive mix) (audio) – 4:36
3. "All Is Full of Love" (Strings) (audio) – 4:46

### 12" vinyl record 1
1. "All Is Full of Love" (μ-ziq 7 minute mix) – 3:51
2. "All Is Full of Love" (μ-ziq 1 minute mix) – 1:05
3. "All Is Full of Love" (Funkstörung Exclusive mix) – 4:36

### 12" vinyl record 2
1. "All Is Full of Love" (Plaid remix) – 4:15
2. "All Is Full of Love" (Guy Sigsworth mix) – 4:22

### 12" White Label  MNM 002
1. "Björk - All Is Full of Love" (Chris Su remix) - 6:42
2. "Fatboy Slim - Right Here Right Now" (SKC remix) - 5:28

### Funkstörung 1998 limited CD release
1. "All Is Full of Love" (In Love With Funkstörung Mix) – 5:29
2. "This Shit" (Performed by Funkstörung) – 5:01
3. "All Is Full of Love" (Secondotted by Funkstörung) – 4:37

### Funkstörung 1998 12" vinyl record
1. "All Is Full of Love" (In Love With Funkstörung Mix) – 5:29
2. "This Shit" (Performed by Funkstörung) – 5:01

## Remix
- Phiên bản trong album Homogenic / Howie B 'Choice' mix (4:32)
- Phiên bản gốc / Phiên bản video / Mark Stent (& Marius Defries) radio mix (4:50)
  - Nhạc phim Stigmata.
- Video Edit (4:10)
- Radio Strings mix / Strings mix / Mark Stent (& Marius Defries) (4:48)
- Mark Bell 'All Is Full of Lies' mix (3:25)
- Funkstörung Exclusive mix (4:36)
- In Love với Funkstörung (5:29)
- Secondotted bởi Funkstörung (4:37)
- Guy Sigsworth mix (4:22)
- Plaid mix (4:15)
- µ-ziq 1 minute mix (1:05)
- µ-ziq 7 minute mix (3:46)
- Kid Koala's Hip-Hop Love Songs Medley
- Chris.Su Drum & Bass remix
- Brancaccio & Aisher remix
- Salacious Crumb's remix
- Osamu M remix
- Slow To Speak 'Trust' mix
- Slow to Speak 'Fear' mix
- Blaze 'Vox' remix
- Blaze 'Beats' remix

## Xếp hạng
| Bảng xếp hạng                                     | Vị trí cao nhất |
| ------------------------------------------------- | --------------- |
| UK Singles Chart                                  | 23              |
| U.S. Billboard Hot Dance Music/Maxi-Singles Sales | 8               |

## Bản hát lại
Cover versions[edit]
Ban nhạc indie The Microphones đã hát lại bài hát trong album năm 2001 của họ Blood
Ban nhạc indie Death Cab for Cutie cho phát hành bản hát lại của bài hát trong EP The Stability
Nghệ sĩ Daby Touré cho phát hành bản hát lại của bài hát như một 'bonus track' trên "Stereo Spirit" vào năm 2007.
Pau Vallvé hát lại bài hát trong album phát hành năm 2010 của anh